# Dichochrysa lii
Dichochrysa lii är en insektsart som beskrevs av C.-k. Yang et al. 1999. Dichochrysa lii ingår i släktet Dichochrysa och familjen guldögonsländor. Inga underarter finns listade i Catalogue of Life.